# Râul Valea Rea, Sărata
- Pentru alte râuri omonime, vedeți pagina de dezambiguizare Valea Rea.

Râul Valea Rea este un curs de apă, un afluent de stânga al râului Sărata, care - la rândul său - este un afluent tot de stânga al râului Ialomița.